# Giovanni Furno
Giovanni Furno (1. ledna 1748 Capua – 20. června 1837 Neapol) byl italský hudební skladatel a pedagog.

## Život
Narodil se 1. ledna 1748 v Capui. Záhy osiřel nebo byl nalezencem. Díky knězi, jehož jméno není známo, byl přijat na neapolskou konzervatoř Conservatorio di Sant'Onofrio a Porta Capuana di Napoli, která převzala náklady na jeho vzdělání. Pod vedením Carla Cotumacciho (1709–1785) studoval basso continuo, kontrapunkt a skladbu. Ke karnevalu v roce 1778 zkomponoval pro divadlo konzervatoře hudební komedii L'allegria disturbata. Úspěch si vynutil i opakování pro veřejnost v Teatro Nuovo. Pro toto divadlo pak ještě zkomponoval operu L'impegno a patrně i několik dalších oper, které se nedochovaly a neznáme ani jejich jména.
Již jako student působil jako asistent Carla Cotumacciho a po jeho smrti v roce 1785 jej nahradil. Na Conservatorio della Pietà de´Turchini vyučoval kompozici do roku 1808 a poté přešel na Real Conservatorio di Musica San Pietro a Maiella. Byl považován za jednoho z nejlepších pedagogů konzervatoře. Do důchodu odešel v roce 1835, ale až do své smrti pobíral plný plat. Zemřel na choleru 20. června 1837. Mezi jeho žáky prosluli zejména Luigi Ricci, Saverio Mercadante, Vincenzo Bellini, Lauro Rossi a Errico Petrella.
Jako skladatel komponoval převážně chrámovou hudbu a skladby pro varhany. Důležitá je však především jeho činnost pedagogická a teoretická.

## Dílo

### Opery
- L'allegria disturbata (1778)
- L'impegno

### Vokální díla
- Messa con Credo per soprano, tenore e organo
- Qui sedes per soprano e strumenti
- Miserere per 4 voci e organo
- Dixit in la magg. per soprano, tenore e organo
- Dixit e Magnificat per 2 voci e organo
- Magnificat in re magg. per soprano, contralto, tenore e baritono e orchestra
- Magnificat in fa magg. per due voci e organo
- Nonna in do magg. per 2 soprano e strumenti
- Recitativo e Nonna in pastorale per soprano e clavicembalo-organo

### Varhanní skladby
- Apertura in la magg.
- Apertura e pastorale in fa magg.
- Al post communio, trattenimento in fa magg.
- 6 trattenimenti (in sol magg.; in sol min., in fa magg., in mi bem. magg., in sol min., in fa magg)

### Skladby pro cembalo
- Sinfonia
- Concertino

### Teoretická díla
- Metodo facile, breve e chiaro delle prime ed essenziali regole per accompagnare i partimenti senza numeri
- Regole di partimento per imparare a sonare bene il cembalo